# Aulacorhynchus derbianus
El tucanete de Derby (Aulacorhynchus derbianus), también denominado tucancito colicastaño o tucancito común, es una especie de ave piciforme de la familia Ramphastidae que vive en Sudamérica. La especie fue descrita por el ornitólogo inglés John Gould en 1835.

## Descripción
El tucanete de Derby mide de 33 a 41 cm de longitud. Su pico mide unos 7,5 cm. Su plumaje es verde pasto, con tintes azules por encima y por detrás de los ojos y a los lados del pecho; la barbilla y la garganta son blanco grisáceas. En la cola, las puntas de las réctrices son de color castaño. El pico es negro con matices rojizos oscuros y líneas blancas pequeñas. Las patas son negras.

## Subespecies
Se reconocen cinco subespecies:
- Aulacorhynchus derbianus derbianus (Gould, 1835) suroriente del Perú y nororiente de Bolivia
- Aulacorhynchus derbianus duidae (Chapman, 1929) suroriente de Colombia, oriente de Ecuador y nororiente del Perú
- Aulacorhynchus derbianus nigrirostris (Traylor, 1951) Monte Duida, Sierra Parima (sur de Venezuela)
- Aulacorhynchus derbianus osgoodi (Blake, 1941) sur de Guyana
- Aulacorhynchus derbianus whitelianus (Salvin y Godman, 1882) Roraima (Brasil) y tepuyes vecinos en el sur de Venezuela y occidente de Guyana)[5]

Se encuentra dividido en dos poblaciones separadas: el grupo de la subespecie nominal, derbianus, ocupa las selvas húmedas de montaña de las laderas orientales de los Andes desde el sur de Colombia a Bolivia, mientras que el grupo whitelianus se extiende por las selvas húmedas de los tepuyes y otras elevaciones y altiplanos del Escudo guayanés. Los componentes del primer grupo son bastante más grandes que los últimos, y recientes pruebas genéticas indican que ambos grupos deberían tratarse como especies separadas.

## Hábitat
Vive en el dosel del bosque húmedo de montaña, entre los 600 y 2.400 m de altitud.

## Alimentación
Se alimenta de frutas y semillas. También consume insectos, otros invertebrados y algunos vertebrado pequeños.